# Gummanalu, Sorab
Gummanalu là một làng thuộc tehsil Sorab, huyện Shimoga, bang Karnataka, Ấn Độ.